# 프랑스 콥트 정교회
프랑스 콥트 정교회(Métropole copte orthodoxe de France)는 프랑스에 소재한 기독교 교단이다. 알렉산드리아 콥트 정교회에 소속되어 있다.

## 역사
콥트 정교회 신자의 프랑스 이민은 1801년 프랑스의 이집트 침공 이후 시작되었다. 1952년 이집트 혁명 이후에도 상당한 수의 이민자가 있었다.
당 교회는 1974년 7월 2일 콥트 교회 교황 셰누다 3세에 의해 프랑스 콥트 정교회라는 명의로 정식 설립되었다. 1994년 6월 18일 셰누다 3세 교황은 프랑스 콥트 정교회 지위를 자치 교회로 격상 시겼다. 프랑스 콥트 교회는 알렉산드리아 총대주교의 관할권내에 소속되어 있으나 교회 내부적인 문제에 관해서는 자치권이 있다.
이 교회는 2008년 5월 11일 마르코스 대주교가 지도하였다. 2013년 6월 16일 아타나시우스 주교가 착좌할 때까지 프랑스 콥트 정교회의 대주교좌는 공석으로 남아 있었다. 현재 프랑스 콥트 정교회의 대주교는 아타나시우스이다.

## 같이 보기
- 기독교
- 콥트 정교회